# ポッカサッポロフード&ビバレッジ
ポッカサッポロフード&ビバレッジ株式会社（POKKA SAPPORO FOOD & BEVERAGE LTD.）は、愛知県名古屋市中区に本拠を置くサッポロホールディングス傘下の日本の飲料・食品メーカーである。「ポッカサッポロ」の略称で知られる。
タグラインは『おいしい「!」（ひらめき）がある』。
本項では前身会社の一つである株式会社ポッカコーポレーション（Pokka Corporation）についてもあわせて述べる。

## 概説

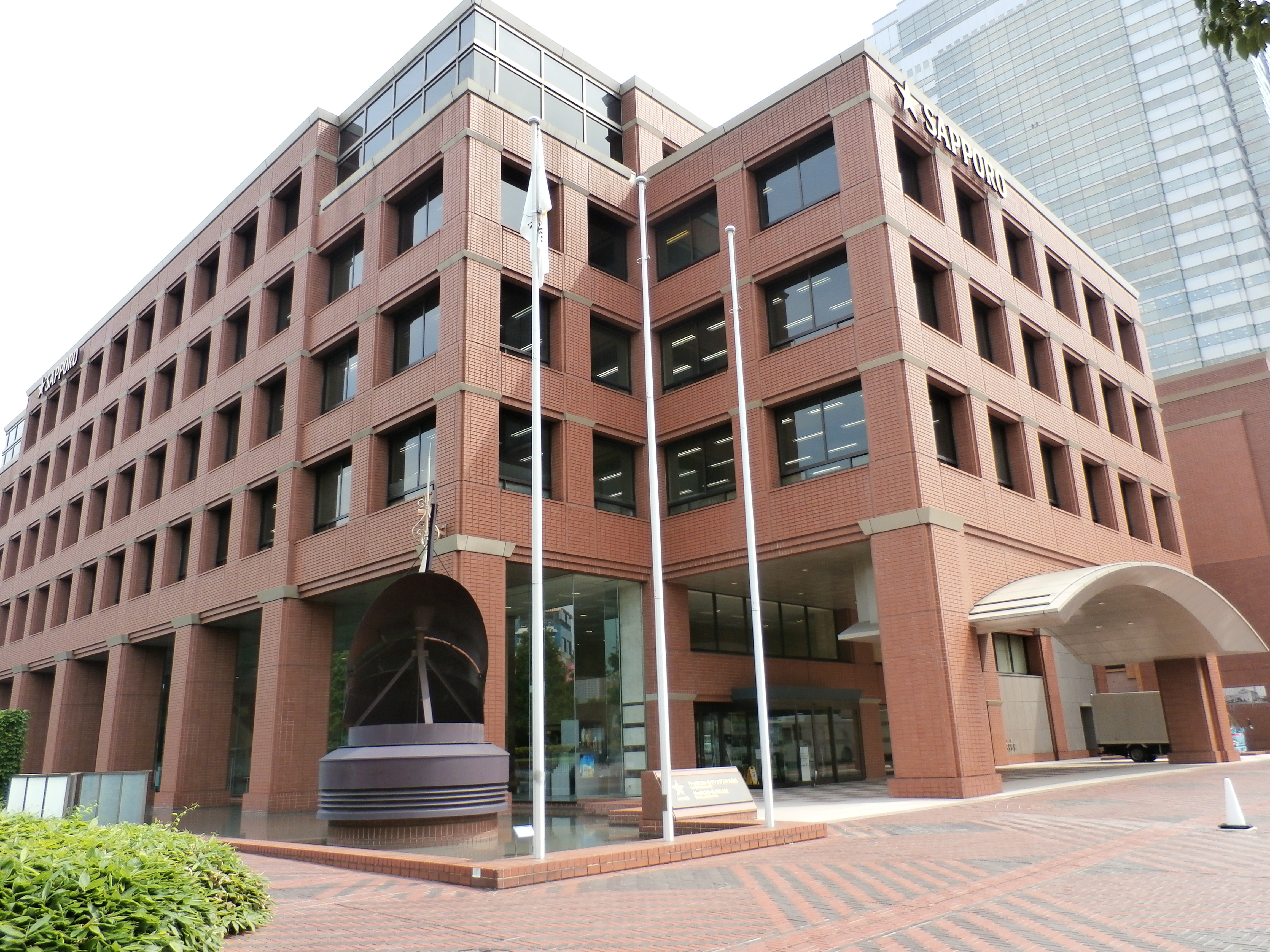
東京本社（恵比寿ガーデンプレイス）

1957年、合成レモンの製造販売を目的に、ニッカレモン株式会社として創業。
1972年、本格缶コーヒーの「ポッカコーヒー」を開発、販売に力を入れた。1973年には冷温兼用の自動販売機を三共電器（現・サンデン）と共同開発し、連続加温販売可能な缶コーヒーの製造技術を世界で初めて開発した。同じく加温販売可能なレモンティ、しるこ、ココアなども開発した。当時の日本の飲料会社はラムネなどを細々と生産していたが、一斉に缶コーヒーの生産に着手し、全国で数十社（数百社とも言われる）の缶コーヒーメーカーが誕生した。1983年には加温販売可能な缶スープを世界で初めて開発した。高温耐性菌の殺菌のために、カキトリ式殺菌器を採用した画期的なスープであった。缶スープの開発で得た知見を元に、1981年にインスタントスープを開発・発売した。自動販売機事業を中心に発展し、1985年名証1部、1988年東証1部に上場した。
ポッカコーヒー以外の主力製品では、「じっくりコトコト煮込んだスープ」が代表的である。長い名前でヒットした話題の商品で、現在は「じっくりコトコト」に略称化されているが、主力商品の一つとなっている。2005年には缶コーヒー「aromax（アロマックス）」を発売し、そのイメージキャラクターに阿部寛を起用した。2013年3月に「ファンタジスタ」を発売したことに伴い、現在のイメージキャラクターは松坂桃李である。
なお、沖縄県では子会社の沖縄ポッカコーポレーションが独自の商品ラインナップで生産・販売している。同社では本土にはない「さんぴん茶」「うっちん茶」等に加え、ブルーシールアイスクリームのチョコドリンクなどの委託生産も行っている。
2013年1月のサッポロ飲料との統合で、旧ポッカコーポレーションでのラインナップに加え、「Ribbon（リボン）」、「がぶ飲み」、「玉露入りお茶」など、特に、果汁飲料・炭酸飲料・無糖茶のラインナップが強化された。一方で、コーヒー飲料は旧・ポッカコーポレーション製品を中心に、無糖茶飲料は旧・サッポロ飲料製品を中心とし、合併により重複したラインナップの整理が行われた。

### 資本と経営
ポッカコーポレーションは1980年代から東証第1部と名証第1部に上場していた。2005年12月5日にマネジメント・バイアウト（MBO）の一環としてアドバンテッジ パートナーズの関連会社であるアドバンテッジホールディングスの完全子会社となり、株式を非公開化（上場廃止）した。
その後、2008年1月15日に明治製菓（当時。法人としては現・Meiji Seika ファルマ。食品・飲料事業は旧明治乳業を継承した株式会社明治に再編）と資本・業務提携し、同社の持分法適用会社としてグループ入りした。さらに、翌2009年9月29日にはサッポロホールディングス（サッポロHD）とも資本業務提携した。この際、サッポロHDはアドバンテッジホールディングスから21.65%のポッカコーポレーション株式を取得、ポッカコーポレーションはサッポロHDの持分法適用会社にもなった。
2011年（平成23年）になるとポッカの再上場案が浮上したが、すぐ立ち消えになった。その後、サッポロHDが同年3月下旬にポッカの株式を、主要株主である明治HDおよびアドバンテッジ陣営含む既存株主から買い取り連結子会社化するとともに、グループ内再編成として両社の経営統合に向けた協議を開始することが、ポッカ・サッポロ両社から2011年2月10日に発表された。これによりポッカコーポレーションは同年3月29日よりサッポロHDの連結子会社となった。これにより、明治グループとの資本提携は解消されたが、業務提携は継続されている。
同年11月29日、同じくサッポロHD傘下のサッポロ飲料と2013年1月をめどに統合し、飲料・食品事業の新会社「ポッカサッポロフード&ビバレッジ株式会社（以下ポッカサッポロ）」を設立する予定であることが、サッポロHDから発表された。サッポロHDが2012年3月にポッカコーポレーションと同住所に設立した統合準備会社のポッカサッポロが、2013年1月1日付でポッカコーポレーションおよびサッポロ飲料を吸収合併する。なおポッカサッポロとの合併は三角合併となり、ポッカサッポロ（合併直前にサッポロHDから全株式を譲受）を除くポッカコーポレーションの株主にはサッポロHDの株式が交付される。

### 商品・活動など
1990年代後半から2000年前後まで、ポッカはTOEFL（米国大学留学者用の英語技能試験）のテレビ教育番組に企画協力していた。タイトルはPOKKA PRESENTS PRACTICE FOR THE TOEFL TESTで、最初の2年くらいはWOWOWで放送され、その後朝日放送に移り、全国に時差ネット放送していた（スポンサーもしていたが、一部地域では差し替えられていた）。テキストも発売されており、そのためのテキストセンターまで設けていた。現在は行っていない。
2016年（平成28年）には名古屋市消防音楽隊の命名権を取得し、4月1日より「ポッカレモン消防音楽隊」の愛称を使用している。これは、ポッカレモン誕生から60周年を記念したもので、2016年4月1日から2019年3月31日の3年契約であった。
間伐材利用を後押しするため、紙製容器であるカートカンを利用した製品を製造している。

## 社名の由来
創業者の谷田利景は脱サラ後の28歳のとき、名古屋でニッカウヰスキー特約店の酒場「ニッカバー・ニューナゴヤ」の共同経営をはじめる。
当時輸入解禁前で輸入数量が少なかったため、カクテルに使う生レモンが高く、ウイスキーよりカクテルのメニューの方が高かった。そのため、カクテル用に合成レモンを開発、自身の経営する店でカクテルに使ったことが評判となり、ニッカバーにレモン飲料を納入したのが創業となった。この時ニッカバーから名前を借りて、「ニッカレモン」という社名とした（ただし、ニッカとの資本関係はなかった）。
その後、ニッカ関係以外にも取引が広がったことから社名を変更することになり、当時流行していたニッカポッカから「ポッカ」という語がつくられた。「ニッカ」に似た語であることも、社名決定の理由になった。 
なお、これ以前に特約店向けに発行されていたニッカの広報誌の名は「ニッカボッカ」であるが、同誌との関連は不明である。

## 沿革
本項では旧ポッカコーポレーションから現社名までの沿革を扱う。旧サッポロ飲料の沿革についてはサッポロ飲料を参照。
- 1957年（昭和32年）2月 - ニッカレモン株式会社設立。
- 1966年（昭和41年）4月 - 商号をポッカレモン株式会社に変更。
- 1979年（昭和54年）1月 - 株式会社ポッカに変更。
- 1982年（昭和57年）3月 - 商号を株式会社ポッカコーポレーションに変更。
- 1985年（昭和60年）6月 - 名古屋証券取引所2部に上場。
- 1988年（昭和63年）4月 - 東京証券取引所1部に上場、名古屋証券取引所では1部に指定替え。
- 2005年（平成17年） - MBO（経営陣による企業買収）により上場廃止、本社を栄に移転。
- 2008年（平成20年）1月 - 明治製菓株式会社（明治ホールディングス傘下、現・株式会社明治）と資本・業務提携し、同社の持分法適用会社となる。
- 2009年（平成21年）
  - 9月29日 - サッポロホールディングス株式会社（サッポロHD）と資本・業務提携。
  - 10月5日 - サッポロHDが21.65%の株式を取得して、同社の持分法適用会社となる。
- 2011年（平成23年）
  - 2月上旬 - サッポロHDが、同年内に子会社化する計画を発表。後日、両社の経営統合に関する計画も発表。
  - 3月29日 - サッポロHDによる株式の追加取得により同社の連結子会社となる。
  - 11月29日 - サッポロHDが、傘下のサッポロ飲料とポッカの両社を2013年1月をめどに統合し、飲料・食品事業の新会社「ポッカサッポロフード&ビバレッジ株式会社」を設立する予定と発表。
- 2012年（平成24年）
  - 3月30日 - サッポロHDの完全子会社として、統合準備会社「ポッカサッポロフード&ビバレッジ株式会社」を設立（本社所在地はポッカコーポレーションと同一）。
  - 12月28日 - ポッカサッポロフード&ビバレッジ株式会社が北海道における広告宣伝業務、地域限定商品の開発等を含めたマーケティング業務、自動販売機及び業務用向けの新規開拓を担う完全子会社であるサッポロフードマーケティング株式会社（現・ポッカサッポロ北海道）を設立。
- 2013年（平成25年）
  - 1月1日 - ポッカコーポレーションが北海道ポッカコーポレーションを吸収合併した後、ポッカサッポロフード&ビバレッジ株式会社を存続会社としてポッカコーポレーションとサッポロ飲料を吸収合併し、本格的に事業を開始。
  - 8月8日 - ネスレ日本との間で輸入ミネラルウォーターに関する事業提携に合意したことを発表。これにより、サントリーフーズ株式会社が販売している「ヴィッテル」・「コントレックス」は2014年1月より当社が販売元となる。
  - 11月28日 - 旧ポッカコーポレーション時代から展開していた公式通信販売サイト「ぽっかぽかくらぶ」を同年11月20日をもって閉鎖し、サッポロホールディングスで新たに開設した「サッポログループネットショップ」内に「ポッカサッポロネットショップ」としてリニューアルオープン。
- 2014年（平成26年）
  - 1月1日 - 子会社であるサンポッカ株式会社、株式会社サンポッカイースト、ステラビバレッジサービス株式会社、近畿サンポッカ株式会社、東京サンポッカ株式会社の5社が経営統合し、株式会社PSビバレッジとなる[13]。
  - 1月7日 - 前述の販売移管に伴い、「ヴィッテル」・「コントレックス」をパッケージリニューアルし、当社製品として販売開始。
- 2015年（平成27年）
  - 6月26日 - カップ入りスープ「素材屋すうぷ　食べるオクラどっさりスープ」に虫（鱗翅目の幼虫）が混入していたことが判明。約36万食を自主回収。
  - 7月13日 - トーラクとの間で、同社が手掛ける量販向けの「ソヤファーム」、宅配向けの「大豆農場」ブランドで製造・販売している豆乳事業の飲料およびヨーグルトの営業権の譲受に関する契約（事業譲渡契約）を締結。10月1日付で正式に譲受[注 3][14]。
- 2016年（平成28年）4月4日 -
  - アメリカのSAMBAZON（サンバゾン）社と日本の飲料分野におけるライセンス製造・販売に関する契約を締結し、「サンバゾン」ブランドの飲料の発売を開始。
  - 前述した契約並び営業権の譲受に伴い「ソヤファーム」及び「大豆農場」ブランドの豆乳飲料・豆乳ヨーグルトの本格販売を開始。
  - 明治から「マカの元気」ブランドを継承し、「マカの元気 ドリンク」、「マカの元気 タブレット」の2商品を発売[15]。
- 2017年（平成29年）12月22日 - アメリカのブルーダイヤモンド・グロワーズ社とアーモンドミルクの日本国内における製造・販売に関するライセンス契約を締結[16]。これにより、マルサンアイが販売する「アーモンド・ブリーズ」は2018年3月より当社が販売元となる。
- 2018年（平成30年）3月5日 - 「アーモンド・ブリーズ」をリニューアルの上販売開始[17]。
- 2019年（平成31年）2月1日 - ヤスマ株式会社の全株式を取得し、連結子会社化[18]。
- 2020年（令和2年）7月 - サッポログループのグループ再編に伴い、株式会社ポッカクリエイトおよびフォーモスト・ブルーシール株式会社、POKKA PTE. LTD.がサッポログループ食品の子会社となる[19]。
- 2021年（令和3年）11月12日 - 株式会社ヤクルト本社と国内事業に関する業務提携契約を締結[20]。
- 2024年（令和6年）
  - 3月1日 - ポッカマシン株式会社（現・テクノリンク）の全株式を芝浦機械に譲渡[21]。
  - 4月1日 - ポッカサッポロオフィスサポート株式会社の全株式をユニマットライフに譲渡[22]。
  - 8月31日 - ブルーダイヤモンド・グロワーズ社とのアーモンドミルクの日本国内における製造・販売に関するライセンス契約と「アーモンド・ブリーズ」の当社での出荷を終了[23]（なお、同年9月からは新たに同社とライセンス契約が締結されたカゴメにて「アーモンド・ブリーズ」の製造・販売が行われる[24]）。
  - 10月1日 - ヤクルト本社に植物性ヨーグルト事業を譲渡するとともに、それを製造する群馬第二工場の建物、機械設備もあわせて譲渡[25]。

## 事業所
- 本店・名古屋本社 - 愛知県名古屋市中区栄3-27-1
- 東京本社・営業本部 - 東京都渋谷区恵比寿4-20-1　恵比寿ガーデンプレイス内
- 生産本部・名古屋工場 - 愛知県北名古屋市熊之庄十二社66-3
- 群馬工場 - 群馬県伊勢崎市境東新井1301-1
- 仙台工場 - 宮城県名取市手倉田字八幡310-1 サッポロビール仙台工場内

## 主な商品
2020年4月現在
旧ポッカコーポレーションの製品は◆印、旧サッポロ飲料の製品は★印としている。
なお、統合当初、旧ポッカコーポレーションの単独事業であったレモン関連製品、スープ、割材、デザートベースなどは社名変更後も「POKKA」のロゴマークが使用されていたが、2013年8月以降、「POKKA」のロゴを使用していた製品もリニューアルや新製品の発売に合わせて順次「pokka sapporo」ロゴに移行され、沖縄ポッカ扱いの沖縄限定商品の一部を除き、販売されている製品すべてが「pokka sapporo」ロゴに移行を完了している。輸入品の「ゲロルシュタイナー」やライセンスを受けて販売されている「アーモンド・ブリーズ」はコーポレートロゴが入らない。

### レモン関連製品
このカテゴリーの製品はすべて◆
- ポッカレモン
  - ポッカレモン100 - 100%レモン果汁（保存料無添加）。2014年2月に全面刷新を行い、150ml瓶は120mlに変更、70mlプラボトルは「レモンじゃ」のデザインから瓶製品とデザインを統一して容器を改良。併せて、「POKKA」ロゴから「pokka sapporo」ロゴに変更した。
  - ポッカレモン有機 シチリア産ストレート果汁 - 2015年3月発売。手摘みのシチリア産レモンを産地限定で使用し、搾汁後に濃縮還元をせず、保存料だけでなく香料も無添加としたレモン100%ストレート果汁。
  - ポッカレモン プッシュレモン - 2015年3月に「ポッカレモンLemotte（レモッテ、2014年2月発売）」の商品名を変更してリニューアル。「ポッカレモン100」の70mlプラボトルと同じ容器・内容量であるが、10%のレモン果汁に酸味料と香料を加えたレモン果汁入り飲料。保存料入りなので、開封後も常温保存が可能。
  - 冷凍ポッカレモン そのまま使えるカットレモン - 2020年2月発売。レモンを22.5°のくし切りにカットし、急速冷凍したカット済み冷凍レモン。関東地区（1都6県）限定発売。
- キレートレモン
  - キレートレモン - レモン果汁20%を使用した155ml瓶入り（炭酸ガス入り）。2014年3月のリニューアル時に「POKKA」ロゴから「pokka sapporo」ロゴに変更。同年9月のリニューアル時にビタミンCを1350mgに増量。2019年4月にパッケージデザインを変更してリニューアルされた。
  - キレートレモン クエン酸2700【機能性表示食品】 - 2020年3月発売。レモン果汁20%使用し、クエン酸を機能性表示成分として配合した155ml瓶入り（炭酸ガス入り）。
  - キレートレモン Moisture（モイスチャー）【機能性表示食品】 - 2016年11月発売。2015年発売の「キレートレモン インナーボーテ」からリニューアル。ビタミンCとクエン酸をベースに、肌の潤いを守るのを助ける機能がある米由来のグルコシルセラミドが入った機能性表示食品。155ml瓶入り。2017年9月にパッケージリニューアルされ、通常品の「キレートレモン」と同じイメージの緑色のガラス瓶となった。
  - キレートレモン UP - 2019年4月発売。「キレートレモン」にローヤルゼリーを追加配合した155ml瓶入り（炭酸ガス入り）。コンビニエンスストア限定発売。
  - キレートレモン ダブルレモン - レモン果汁15%を使用し、ビタミンC・クエン酸を高配合したペットボトル入り（炭酸ガス入り）。2020年3月に「キレートレモン スパークリング」と「キレートレモン ドライスパークリング（コンビニエンスストア限定品）」を統合してリニューアルされ、内容量が「キレートレモン スパークリング」の410mlから「キレートレモン ドライスパークリング」と同量の500mlに増量された。
  - キレートレモン Cウォーター - 2017年3月に「キレートレモン Cファイン」をリニューアル。レモン果汁10%を使用し、クエン酸、1日分のビタミンC、塩分を配合。ビタミンCの補給が可能な栄養機能食品。500mlペットボトル入り（無炭酸）。2020年3月にリニューアル。
  - キレートレモン シーサプライ - 2017年3月に「キレートレモン ミネラルサポート」をリニューアル。レモン果汁15%を使用し、クエン酸、1日分のビタミンC、塩分を配合。ビタミンCの補給が可能な栄養機能食品。900mlペットボトル入り（無炭酸）。2020年3月にリニューアル。
  - キレートレモン クエン酸チャージ - 2019年4月に「キレートレモン 朝バランスゼリー」をリニューアル。レモン果汁を17%から20%に増量、クエン酸を1350mgから2700mgに倍増し、ブドウ糖も配合したゼリータイプ（無炭酸）。
  - キレートレモン はちみつ入り - 1本あたりレモン1個分の果汁（果汁15%）にはちみつを加えた紙製容器カートカン入り飲料（無炭酸）。
  - キレートレモン BECARE - レモン1個分の果汁、ビタミンC、コラーゲン、ヒアルロン酸を配合した190mlボトル缶（微炭酸）。
- ぽっかぽかレモン - ホットレモネード飲料（冬季限定）。容器形態は275ml加温ペットボトル（自動販売機向け）、290mlボトル缶、345ml加温ペットボトルの3種類があり、中身設計が異なる。2014年より姉妹品として「ぽっかぽかゆずレモン」もラインナップする。2019年8月（「ぽっかぽかレモン」の275ml加温ペットボトルと290mlボトル缶は同年9月）にリニューアルされた。なお、はちみつ入りのため、1歳未満への飲用は不可である。
- LEMON MADE - 2019年6月発売。レモン果汁にレモンペースト（果皮・果肉）を加えたレモネード飲料。売上1本につき1円がレモネードスタンド普及協会を通じて日本小児がん研究グループに送られ、小児がん治療の研究や発展のための支援金に充てられる。「オリジナルレモネード」と同年9月に発売された炭酸飲料「レモネードソーダ」の2商品を合わせた寄付金は8,507,184円となり、2020年1月にレモネードスタンド普及協会へ寄付金の贈呈が行われた[26]。2商品とも一度販売を終了したものの、2020年2月に「オリジナルレモネード」をパッケージデザインの刷新によるリニューアルを受け、再発売された。

### 飲料
- ポッカコーヒー◆
- aromax（アロマックス）◆ - 広口ボトル缶を採用した缶コーヒー
- ビズタイム 冴えるブラック
- SPICE FACTORY ザ・クラフトコーラ
- 玉露入りお茶★ - 1993年2月から発売されているロングセラーの緑茶飲料。2013年3月に5年ぶりとなる全面リニューアルを行うと同時に「恵比寿茶房」のブランドを廃止したことにより、7年ぶりに独立ブランドとなった。2013年9月にホット専用「あったかい玉露入りお茶」を発売。2014年4月に500mlペットボトルの内容量を600mlに増量。2015年3月のリニューアルでパッケージデザインを変更すると共に国産抹茶の香味を新たに加えられた。2018年2月に、350mlペットボトルと600mlペットボトルにおいて、茶葉全体の6%を使用している玉露を熊本県産に限定し、ラベルデザインを変更。売上の一部を熊本城の災害復旧支援に寄付する「熊本城復旧応援ラベル」としてリニューアルされた。
- 烏龍茶★ - 2013年4月に500mlペットボトルを追加発売されたが、下記「にっぽん烏龍」の発売に伴い整理され、現在は2L/1.5Lペットボトルと190g缶及び業務用200mlリターナブル瓶のみ。
- にっぽん烏龍 - 2015年3月発売。静岡県産のやぶきた品種茶葉をベースに、鹿児島県屋久島産の茶葉（10%使用）をブレンドした国産茶葉100%を使用し、従来は中国で多くの人手を介して行われていた烏龍茶葉製法を日本国内でオートメーション化することで再現化した烏龍茶。2017年2月のリニューアルで鹿児島県屋久島産の茶葉の割合を2倍の20%に引き上げ、内容量を525mlに増量。2019年2月のリニューアルでは新コンセプト「TOCHIとCRAFT」の導入に伴いパッケージデザインを刷新。2020年2月に再度パッケージデザインを変更するリニューアルが行われた。
- 加賀棒ほうじ茶 - 2015年8月発売。碾茶と二番茶の2種類をブレンドした国産茎茶を100%使用し、金沢発祥の伝統的な焙煎方法を遠赤外線による長時間の浅煎り焙煎で再現したほうじ茶。2016年8月のリニューアルで一番茶葉の使用量を増やすとともに、温冷兼用仕様の275mlを追加して2容量とした。2017年8月のリニューアルでは500mlの内容量を525mlに増量。2019年3月のリニューアルでは新コンセプト「TOCHIとCRAFT」の導入に伴いパッケージデザインを刷新。2020年3月に再度パッケージデザインを変更するリニューアルが行われた。
- やすらぎ気分のコーン茶◆ - 2012年5月発売。旧・ポッカコーポレーションがスープの商品開発を通じてコーンのおいしさを追求してきたこだわりから生まれたコーン茶。無糖でありながらコーン本来の甘さがあり、カフェインゼロ設計である。2014年4月にパッケージリニューアル。
- 富良野ラベンダーティー - 2016年3月発売。グループ会社のサッポロビールとの共同企画で、国産茶葉と富良野産ラベンダーを使用した香る緑茶。2017年3月のリニューアルでラベンダーの香り立ちを向上。2019年3月のリニューアルで新コンセプト「TOCHIとCRAFT」の導入に伴ってパッケージデザインが刷新され、ボトル形状を角形から円筒形に変更。2020年3月に使用する緑茶を釜炒り緑茶に変更してリニューアルされた。
- 伊達麦茶 - 2019年2月発売。当初の商品名は「伊達おいしい麦茶」。2021年に現商品名に変更[27]。宮城県産六条大麦を100%使用した麦茶。「伊達」の名称は伊達家伯記念曾より「公認麦茶」として認定されたことで使用している[28]。
- かごしま知覧紅茶 無糖 - 2016年10月「知覧にっぽん紅茶 無糖」の名前で発売。鹿児島県知覧紅茶を100%使用した無糖ストレートティー。2017年8月のリニューアルで一番茶を追加。2019年3月に新コンセプト「TOCHIとCRAFT」の導入に伴いパッケージデザインが刷新するリニューアルが行われた。2020年9月に大幅なリニューアルを行い、商品名を変更した[29]。
- 宮古島ハイビスカスティー - 2018年7月発売。国産茶葉(うち、沖縄県産5%)と沖縄県宮古島産のハイビスカスを抽出したパウダーを使用した無糖茶。販売地域限定商品。
- ビタエネC◆ - 1977年発売。
- キウイグルト - ????年発売。
- 贅沢メロンラテ
- 津軽のりんご - ????年発売。
- こだわり白桃
- 余市の白ぶどう - 2009年発売。
- パワースカッシュ◆
- 北海道りんごソーダ
- 北海道余市の白ぶどうソーダ
- 北海道夕張メロンソーダ
- カフェ・ド・クリエ◆ - グループ会社のポッカクリエイトが運営するカフェチェーン「カフェ・ド・クリエ」と共同開発した飲料ブランド。ラインナップは紅茶飲料が中心。
- がぶ飲み★ - コーヒー飲料・炭酸飲料など
- Ribbon（リボン）★ - 2016年より一部商品を除いて北海道限定販売になった。
  - シトロン - 透明炭酸飲料。2016年に190g缶を除いて北海道限定販売になった。
  - ナポリン - 北海道限定で販売されているオレンジ色の炭酸飲料。
  - ガラナスカッシュ - 旧ポッカコーポレーションから独立ブランドで発売されていたガラナ飲料「ガラナスカッシュ」を2019年に「Ribbon」ブランド化してリニューアル。北海道限定発売。
  - ふってふってゼリー グレープ - 開封前に振ってから飲むゼリー飲料。2013年3月に旧・ポッカコーポレーションから発売されていた「ふってふってゼリー グレープ」を「Ribbon」ブランド化しリニューアルした。本品のみ全国発売となる。2019年に内容量を増量（275g → 295g）し、ボトル缶からペットボトルに変更してリニューアルされた。
  - 北海道りんごブレンド - 果汁入り飲料（果汁10%未満）。りんご果汁に占める割合の40%に北海道壮瞥産のりんごが使用されている。北海道限定発売。
- LEMON MADE オリジナルレモネード - 2020年2月発売。イタリア産のレモン果汁に、レモンペースト（果皮・果肉）を加えたレモネード。本製品は売上の一部をレモネードスタンド普及協会を通じて日本小児がん研究グループ(JCCG)に寄付され、小児がん治療の研究・発展のための支援金に役立てられる。
- ほおばる果実 - 2017年9月発売。ボトル缶入り果汁飲料のブランド。2004年から旧サッポロ飲料で発売されていた「果実の贅沢」を前身としており、幾度のブランド名変更を経て現在のブランドとなる。旧ブランドから引き継がれる「つぶたっぷり贅沢みかん」、ブランド転換時に発売した「サクサク角切り贅沢りんご」、2018年8月に発売された「しゃりしゃり贅沢梨」3種類をラインナップする。当初は400g入りのみだったが、2018年2月に自動販売機向けの300g入りもリニューアルとなった（「つぶたっぷり贅沢みかん」のみの設定）。なお、「ほおばる果実」のブランド名はパッケージで表記されるが、商品紹介では表記されない。
- おいしい炭酸水★ - 2010年2月発売。水（純水100%）と二酸化炭素のみで作った炭酸水。2011年3月にレモン風味加えた「おいしい炭酸水 レモン」を追加発売。2013年の合併に伴って「pokka sapporo」ロゴに替わり、翌年と2020年3月にパッケージリニューアル（2020年3月のパッケージリニューアルはレモンを含む500mlのみ）後もサッポロのシンボルである北極星が製品パッケージに大きく表記されている。
- 富士山麓のおいしい天然水◆
- GREEN SHOWER（グリーンシャワー） - 2014年4月発売。グループ会社のサッポロビールが2010年に品種登録した「フラノビューティ」の香りを再現した香料を使用したホップが香る炭酸水。2015年4月のリニューアルで「フラノビューティ」から抽出されたエキスを含む香料を使用。2020年3月にパッケージデザインがリニューアルされ、キャップが緑色から白となった。
- JELETTS（ジェリーツ） - 2018年3月発売。製造過程においてゼリー層とソース層の2層に分かれる「二層ゼリー製法」を用いたデザート飲料。「プリンシェイク」とは異なり、265g入りのボトル缶としている。
- 塩JOY（エンジョイ）サポート◆ - ナトリウムを全国清涼飲料工業会の「熱中症対策」表示ガイドラインの上限値にあたる100mlあたり80mg（食塩相当量0.2g）含有したハイポトニック設計のスポーツドリンク。ボトルタイプのみに沖縄の海塩「ぬまちーず」を配合するなど、ボトルタイプと粉末1L用で製品設計が異なる。2008年6月から「塩JOYサマー」として発売していたが、2011年に「塩JOYサポート」に改名してリニューアルし、「pokka sapporo」への社名変更に合わせて2013年3月にパッケージリニューアルした。ボトルタイプは凍らせることも可能で、夏季限定である。
- スポーツウォーター - かつて明治との共同開発製品として販売されていた「明治ザバス スポーツウォーター」（パウダーは引き続き明治より発売）を継承し、2016年3月に自社ブランド製品として新たに発売されたものである。550mlペットボトル入り。
- お酒にプラス◆ - 焼酎やウォッカなどのハードリカーにプラスするだけの割材。

### スープ・食品
- じっくりコトコト◆
- リゾランテ - 2017年2月発売。2020年2月にカップ入りリゾットからカップごはんに転換してリニューアルした。
- 辛王（からおう） - 2016年3月に旧ポッカコーポレーションから継続発売されていた「韓湯美味（かんたんびみ）」に替わり、辛い料理に特化したスープブランドとして新たに発売された。
- ハッピースープ - 2016年3月に旧ポッカコーポレーションから継続発売されていた「笑顔で朝食」のブランド名を変更してリニューアル。つぶコーンとポタージュは通常サイズの3袋と徳用サイズの8袋の2容量を設定。かぼちゃのポタージュは3袋のみ、わかめスープは徳用の8袋のみの設定となる。
- 選べる!みんなのスープ - 徳用アソートタイプのスープブランド。2016年3月に旧ポッカコーポレーションから継続発売されていた「いろいろすーぷ」の商品名を変更してリニューアル。春夏期には水又は牛乳でつくる「冷製」も発売されている。
- 一杯の減塩 - 2013年8月発売。前述の「ハッピースープ」よりも食塩相当量をカットした減塩タイプのスープブランド。発売当初はわかめスープのみの発売。発売当初は10袋入りだったが、2014年8月のリニューアルに伴い8袋入りに減容する。2015年2月にわかめスープの2度目のリニューアルと同時にコーンポタージュを追加して2種類となる。2018年2月にアソートタイプへ刷新し、「洋風ポタージュ」と「和風スープ」の2種類となる。「和風スープ」は2020年に販売終了となり、「洋風ポタージュ」のみのラインナップとなる。
- サンスウィートプルーン◆
- マカの元気 - マカを使用したヘルスフードのブランド。2006年に当時の明治製菓（現・明治）から発売されたブランドであったが、2016年4月に当社が引き継ぎ、新たに販売を開始した。ドリンクタイプ（100mlボトル缶入り）とタブレットタイプの2種類が発売されている。ドリンクタイプは幾度かリニューアルが行われており、2020年3月のリニューアルでブランドロゴも変更された。

### 豆乳・チルド・アーモンドミルク
- ソヤファーム - 2015年10月にトーラクから営業権を引き継ぎ、2016年4月に自社製品として新たに発売。豆乳ヨーグルトと豆乳飲料をラインナップしており、「豆乳で作ったヨーグルト」と「おいしさスッキリ調整豆乳」は特定保健用食品となる。「豆乳で作ったヨーグルト」は分類上、「はっ酵豆乳食品（生菓子）」に属しており、譲受当初は「プレーン」・「フルーツ味（アロエ入り）」・「フルーツ味（ブルーベリー果肉入り）」だったが、2017年6月のリニューアルでフルーツ味の2種類を「アロエ」と「ブルーベリー」に改名された。譲受当初、トーラクが引き続き製造を担当していたが、2019年3月に群馬工場内に第二工場が竣工・稼働開始された[30]ことに伴って、同年10月のリニューアルのタイミングで自社製造化された。豆乳飲料は2019年9月に「おいしさスッキリあずき豆乳飲料」を発売し、同時に「おいしさスッキリきな粉豆乳飲料」、「おいしさスッキリ黒ごま豆乳飲料」、「おいしさスッキリはちみつバナナ豆乳飲料」の3種類のパッケージデザインを変更するリニューアルが行われた。
- ソイビオ - 2018年に発売された豆乳ヨーグルトのブランド。2019年4月に発売された400gの「プレーン無糖」と同年6月に一部地域で先行発売され、同年9月に販売エリアが拡大された「プレーン加糖 ストロー付カップ」の2種類。2020年3月にパッケージデザインを刷新し、「プレーン加糖 ストロー付カップ」は中身も変更し、希望小売価格を値下げ（本体価格 150円→140円）するリニューアルが行われた。
- アーモンド・ブリーズ - アーモンドミルク。紙パック製品が中心だが、2019年9月には、ライセンス先のブルーダイヤモンドグロワーズ社で初となるホット対応の「やさしい甘さのアーモンドミルク」が発売され、缶製品も扱うようになる。2020年3月には紙パック製品4品（オリジナル、砂糖不使用、コーヒーテイスト、アーモンド&ココナッツ）をリニューアル。特にオリジナルと砂糖不使用はカルシウムを増量し、1Lは希望小売価格が値下げ（本体価格 398円→350円）された。2024年3月に同年8月末を以て出荷を終了することが発表された。同年9月以降はカゴメが新たにブルーダイヤモンドグロワーズとライセンス契約を締結して製造・販売を行う[31]。

### 海外ブランド
- ゲロルシュタイナー★ - ドイツ生まれのナチュラルスパークリングミネラルウォーター（炭酸水）

### 業務用
- 男梅シロップ - 2013年9月発売。ノーベル製菓とのコラボ商品で、同社が製造販売するキャンディ「男梅キャンディー」の味をイメージした、焼酎やウォッカなどのハードリカーにプラスするだけの割材。

## 不祥事
1967年、レモン果汁が少量しか含まれていないのに、あたかも主原料として使用しているかのような誤認を与えたとして、公正取引委員会から不当表示で排除命令を受け、「ポッカレモン事件」として消費者問題史に残ることとなった。
2008年9月、ポッカレモン100などの5製品に防カビ剤のイマザリルが混入していたのに未使用と表示して販売していたことと、該当商品の自主回収を発表した。会社側は2006年にはこのことを認識していたが、それ以前は当時のガスクロマトグラフィーで分析不可能であり、当然ながら未検出であった。検出の事実は一部の者は知っていたが、社内で話題になることなく、イマザリルは栽培時の農薬であり問題ないと判断し、修整しなかった。イマザリルの混入は果汁の搾汁工程に市販品のレモン青果が意図せず混入したためと推測していた。

## 関連会社
国内
- 販売・マーケティング
  - 株式会社沖縄ポッカコーポレーション
  - ポッカサッポロ北海道株式会社
- 食品飲料製造
  - 磐田ポッカ食品株式会社（2012年4月1日に福田食品工業株式会社から商号変更）
  - ヤスマ株式会社
- 自動販売機オペレーター・給茶機事業
  - 株式会社PSビバレッジ
  - 沖縄サンポッカ株式会社
  - スタービバレッジサービス株式会社

海外
- 飲料事業
  - POKKA PTE LTD.（シンガポール）
  - POKKA (MALAYSIA) SDN.BHD.（マレーシア）
  - POKKA ACE (M) SDN. BHD.（マレーシア）

### かつての関連会社
- カフェチェーン運営
  - 株式会社ポッカクリエイト
- アイスクリーム製造販売
  - フォーモストブルーシール株式会社（ブルーシールアイスクリーム）
    - エムアンドビー株式会社（冷菓製造部門。沖縄明治乳業との合弁会社）
- その他の事業
  - ポッカマシン株式会社
  - ポッカサッポロオフィスサポート株式会社

## 提供番組（過去を含む）
2013年10月現在、以下の提供番組は旧サッポロ飲料提供番組の『のりスタMax』を除き、旧ポッカコーポレーションより継承
- 金曜ドラマシアター→金曜エンタテイメント（フジテレビ系列）
- クイズ世界はSHOW by ショーバイ!!→新装開店!SHOW by ショーバイ!!（日本テレビ系列）
- HEY!HEY!HEY! MUSIC CHAMP（フジテレビ系列）
- タモリのSuperボキャブラ天国（フジテレビ系列）
- 水10ドラマ（第2期）（フジテレビ系列）
- みのもんたの朝ズバッ!（TBS系列）
- 満天☆青空レストラン（日本テレビ系列） - グループ会社であるサッポロビールの筆頭提供番組
- ボクらの時代（フジテレビ系列）2014年3月で降板
- にじいろジーン（関西テレビ製作・フジテレビ系列） - 2013年3月30日まで前半枠で提供、同年4月6日からは後半枠に移行も2014年9月27日を持って番組降板。
- めざましどようび（関東ローカル）
- のりスタNEO（テレビ東京系列） - 番組内でリボンちゃんのショートアニメを放送
- 乃木坂って、どこ?（テレビ愛知製作・テレビ東京系列 ※2013年1月6日から2014年3月30日まで）
- brilliant days（AIR-G' ※2013年4月1日から2015年9月まで） 
月曜から水曜は朝10時台前半、木曜日は朝9時50分枠にて提供。木曜日のこの枠では、同社製品の「キレートレモン」とのタイアップ企画『あなたはどっち? ポッカサッポロ キレート☆ジェネレーション』[注 6]が放送されていた。降板後はHBCラジオの『ファイターズDEナイト!』に提供枠を移動。
- スポーツスタジアム（中京テレビ）
- オールナイトニッポン（ニッポン放送・NRN系列）
- サッポロビール新春スポーツスペシャル箱根駅伝（日本テレビ系列） - サッポロビールの冠協賛大会の中継番組。2013年大会より継続実施（それ以前からも旧サッポロ飲料がサッポロビールグループの一員として協賛）。
- 日曜ビッグスペシャル（テレビ東京系列）